# Heimatkirche (Frankfurt am Main)

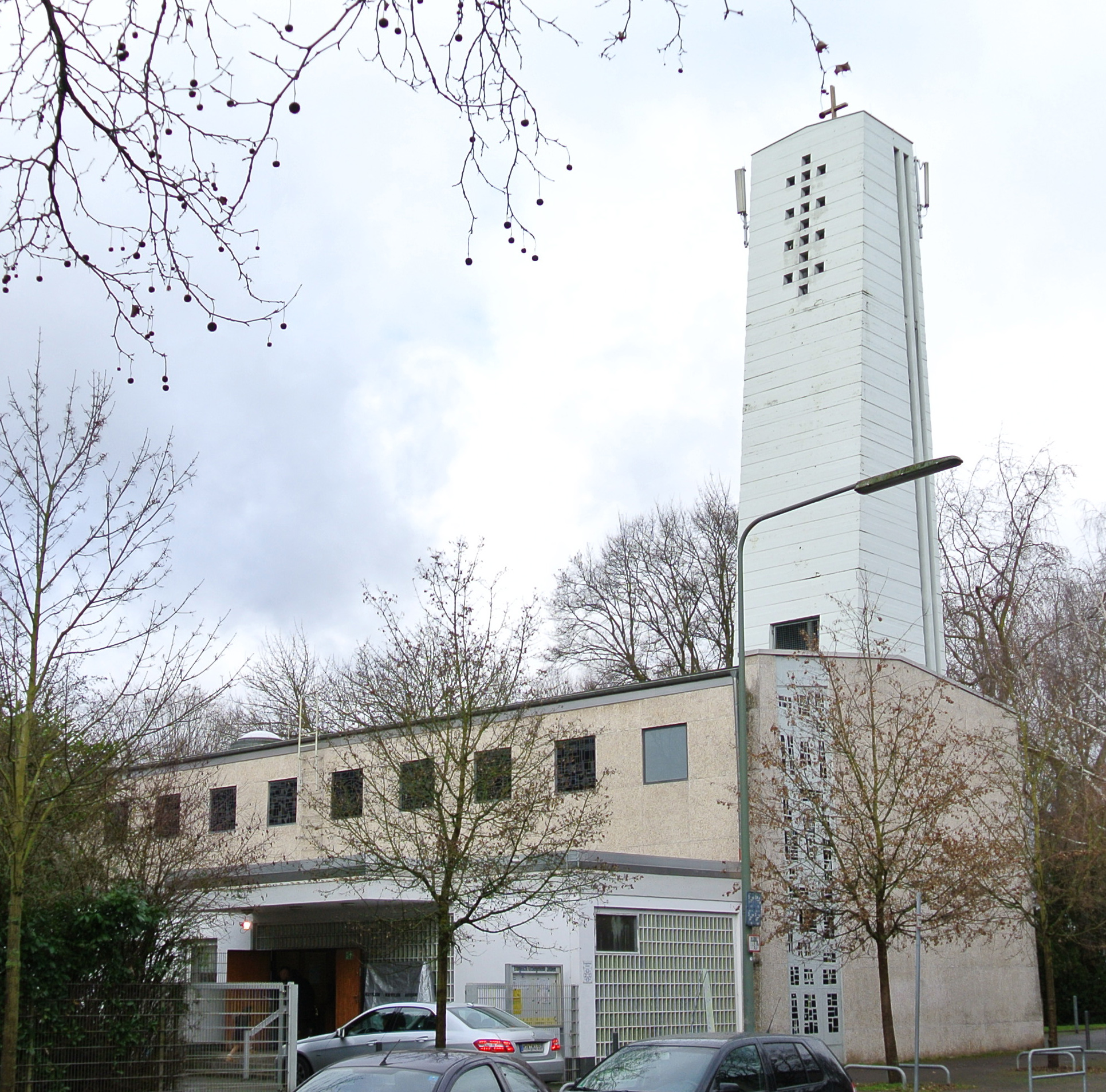
Die Heimatkirche in Frankfurt-Zeilsheim (Ostansicht)

Die Heimatkirche ist ein im Stil der Moderne errichtetes Kirchengebäude in Zeilsheim, einem Stadtteil von Frankfurt am Main. Die Kirche wurde ursprünglich von der evangelischen Gemeinde in Zeilsheim erbaut und genutzt. Seit 2015 ist sie im Besitz der Rumänischen Freichristengemeinde Elim, die dem Bund Freikirchlicher Pfingstgemeinden (BFP) angehört.

## Geschichte
Die Heimatkirche wurde von 1963 bis 1964 im Auftrag der evangelischen Kirchengemeinde Zeilsheim-Friedenau zur seelsorgerischen Betreuung der Siedlung Taunusblick errichtet, die in den 1950er-Jahren angelegt worden war. Die Entwürfe für die Hallenkirche im Stil der Moderne gehen auf den Frankfurter Architekten Hans Bartolmes zurück. Da viele Bewohner der neu angelegten Wohnsiedlung Heimatvertriebene waren, die ihre alte Heimat verlassen mussten und in Zeilsheim eine neue Heimat finden sollten, erhielt der Kirchenneubau den Namen „Heimatkirche“.
Aufgrund sinkender Mitgliederzahlen vereinigten sich die beiden evangelischen Gemeinden von Zeilsheim und Friedenau-Taunusblick 2013 zu einer Kirchengemeinde, die nun die Seelsorge aller Protestanten im Frankfurter Stadtteil Zeilsheim übernahm. Damit einhergehend nahm auch der Bedarf an kirchlichen Gebäuden ab, sodass sich die Gemeinde dazu entschloss, die Heimatkirche im Rahmen eines Bieterverfahrens zu verkaufen. Bei diesem Prozess konnte sich die Rumänische Freichristengemeinde Elim durchsetzen. Die offizielle Übergabe der Kirche an die neue Eigentümerin fand am 14. Juni 2015 statt.